# Microregiunea Kiskunmajsa
Microregiunea Kiskunmajsa (în maghiară Kiskunmajsai kistérség) a fost o microregiune statistică (kistérség) din județul Bács-Kiskun, Ungaria.
Cu o populație de 19.429 locuitori și o suprafață de 485,13 km2, aceasta a existat până în 2014, când în Ungaria, microregiunile ”kistérségek” au fost înlocuite de districte (járások).